# Tanzania i olympiska sommarspelen 2016
Tanzania deltog med sju deltagare vid de olympiska sommarspelen 2016 i Rio de Janeiro. Ingen av landets deltagare erövrade någon medalj.

## Friidrott
Förkortningar
- Notera– Placeringar avser endast det specifika heatet.
- Q = Tog sig vidare till nästa omgång
- q = Tog sig vidare till nästa omgång som den snabbaste förloraren eller, i fältgrenarna, genom placering utan att nå kvalgränsen
- NR = Nationellt rekord
- N/A = Omgången fanns inte i grenen
- Bye = Idrottaren behövde inte tävla i omgången

Bana och väg
| Idrottare            | Gren              | Final    | Final     |
| Idrottare            | Gren              | Resultat | Placering |
| -------------------- | ----------------- | -------- | --------- |
| Saidi Makula         | Herrarnas maraton | 2:17:49  | 43        |
| Fabiano Joseph Naasi | Herrarnas maraton | 2:28:31  | 112       |
| Alphonce Felix Simbu | Herrarnas maraton | 2:11:15  | 5         |
| Sara Ramadhani       | Damernas maraton  | 3:00:03  | 121       |

## Judo
| Idrottare           | Gren                     | Omgång 1             | Omgång 2                | Omgång 3             | Kvartsfinaler        | Semifinaler          | Återkval             | Final / BM           | Final / BM       |
| Idrottare           | Gren                     | Motståndare Resultat | Motståndare Resultat    | Motståndare Resultat | Motståndare Resultat | Motståndare Resultat | Motståndare Resultat | Motståndare Resultat | Placering        |
| ------------------- | ------------------------ | -------------------- | ----------------------- | -------------------- | -------------------- | -------------------- | -------------------- | -------------------- | ---------------- |
| Andrew Thomas Mlugu | Herrarnas lättvikt −73kg | Bye                  | Bensted (AUS) L 000–100 | Gick inte vidare     | Gick inte vidare     | Gick inte vidare     | Gick inte vidare     | Gick inte vidare     | Gick inte vidare |

## Simning
| Idrottare         | Gren                  | Heat       | Heat      | Semifinal        | Semifinal        | Final            | Final            |
| Idrottare         | Gren                  | Tid        | Placering | Tid              | Placering        | Tid              | Placering        |
| ----------------- | --------------------- | ---------- | --------- | ---------------- | ---------------- | ---------------- | ---------------- |
| Hilal Hemed Hilal | Herrarnas 50 m frisim | 23,70 0NR0 | 49        | Gick inte vidare | Gick inte vidare | Gick inte vidare | Gick inte vidare |
| Magdalena Moshi   | Damernas 50 m frisim  | 29,44      | =67       | Gick inte vidare | Gick inte vidare | Gick inte vidare | Gick inte vidare |